# 金本孔俊
金本 孔俊（かねもと よしとし、1954年 - ）は、日本の自然写真家。日本写真家協会会員。日本自然保護協会会員。

## 来歴
兵庫県明石市に生まれる。
1976年に日本写真専門学校フォトデザイン科を卒業する。1987年より、写真家の三浦彗翔に師事した。
「一度はオーロラをみたい」という理由で、1994年に初めてアラスカ州を訪問し、以後再訪を繰り返して自然風景の撮影を続ける。甲南女子大学の講師も務めている。

## 写真集
- 『神秘アラスカ』京都書院、1995年
- 『ALASKA(seventhHeaven)』青幻舎、2004年
- 『聖夜  ALASKA-Holy,Night』
- 『現代のペルシャ綿』京都書院